# Torgheh
Torgheh (persiska: تَراقِه, طرغه, Tarāqeh) är en ort i Iran.   Den ligger i provinsen Västazarbaijan, i den nordvästra delen av landet, 500 km väster om huvudstaden Teheran. Torgheh ligger 1 667 meter över havet och antalet invånare är 101.
Terrängen runt Torgheh är lite kuperad. Runt Torgheh är det ganska tätbefolkat, med 58 invånare per kvadratkilometer. Närmaste större samhälle är Nowbār, 3,6 km öster om Torgheh. Trakten runt Torgheh består i huvudsak av gräsmarker.